# 顕悟
顕悟（けんご）は、戦国時代の浄土真宗の僧侶。河内願得寺2世住持。
本願寺8世蓮如の子にして、河内願得寺初代・実悟の第2子（長男）として生まれる。通称を父と同じく中将といった。兄弟には姉に梅原玄員の室、弟に寿鳳（禅僧）がいる。西園寺実宣の猶子となったとされるが、生年によっては年代は合わない。妻は斯波義統の娘・了妙尼。
永禄元年（1558年）本願寺法主顕如を戒師として出家し、のち父の跡を継いで願得寺住持となる。元亀元年（1570年）から始まった石山合戦では顕如の檄に従って石山本願寺に籠城し、織田信長軍と戦う。
天正17年（1589年）聚楽第落書き事件に関連して、天満本願寺は豊臣秀吉の勘気を受けた牢人を多数寺内に匿っていた。そのため本願寺は秀吉から追及を受けたが、特に顕悟夫妻は身柄を固められた。顕悟はその牢人衆を匿っていた張本人とされ、理由としてはその牢人衆の中に妻の一門である斯波氏がいた事が考えられている。その後、本願寺に匿われていた牢人・尾藤道休の町民たちが磔刑にされるために京都に送られたが、顕悟はその前夜に自裁した。死後、その功績を惜しんだ顕如から願得寺に繧繝縁の高座を下賜されている。遺骸は晒し首となったようだが後に願得寺に還り、その頭蓋骨が現在も残っているという。